# 17025 Pilachowski
17025 Pilachowski este un asteroid din centura principală de asteroizi.

## Descriere
17025 Pilachowski este un asteroid din centura principală de asteroizi. A fost descoperit pe 13 martie 1999 la Goodricke-Pigott de Roy A. Tucker. Asteroidul prezintă o orbită caracterizată de o semiaxă mare de 2,57 ua, o excentricitate de 0,20 și o înclinație de 7,4° în raport cu ecliptica.